# Окстат
Окста́т (фр. Hochstatt) — коммуна на северо-востоке Франции в регионе Гранд-Эст (бывший Эльзас — Шампань — Арденны — Лотарингия), департамент Верхний Рейн, округ Альткирш, кантон Альткирш.
Площадь коммуны — 8,55 км², население — 2053 человека (2006) с тенденцией к стабилизации: 2085 человек (2012), плотность населения — 243,9 чел/км².

## Население
Численность населения коммуны в 2011 году составляла 2107 человек, а в 2012 году — 2085 человек.
| 1962 | 1968 | 1975 | 1982 | 1990 | 1999 | 2006 | 2007 | 2011 | 2012 |
| ---- | ---- | ---- | ---- | ---- | ---- | ---- | ---- | ---- | ---- |
| 1113 | 1168 | 1576 | 1913 | 1831 | 1876 | 2053 | 2078 | 2107 | 2085 |

Динамика населения:

## Экономика
В 2010 году из 1320 человек трудоспособного возраста (от 15 до 64 лет) 990 были экономически активными, 330 — неактивными (показатель активности 75,0 %, в 1999 году — 67,6 %). Из 990 активных трудоспособных жителей работали 920 человек (484 мужчины и 436 женщин), 70 числились безработными (39 мужчин и 31 женщина). Среди 330 трудоспособных неактивных граждан 114 были учениками либо студентами, 149 — пенсионерами, а ещё 67 — были неактивны в силу других причин.
На протяжении 2011 года в коммуне числилось 873 облагаемых налогом домохозяйства, в которых проживало 2062 человека. При этом медиана доходов составила 25645 евро на одного налогоплательщика.

## Достопримечательности (фотогалерея)

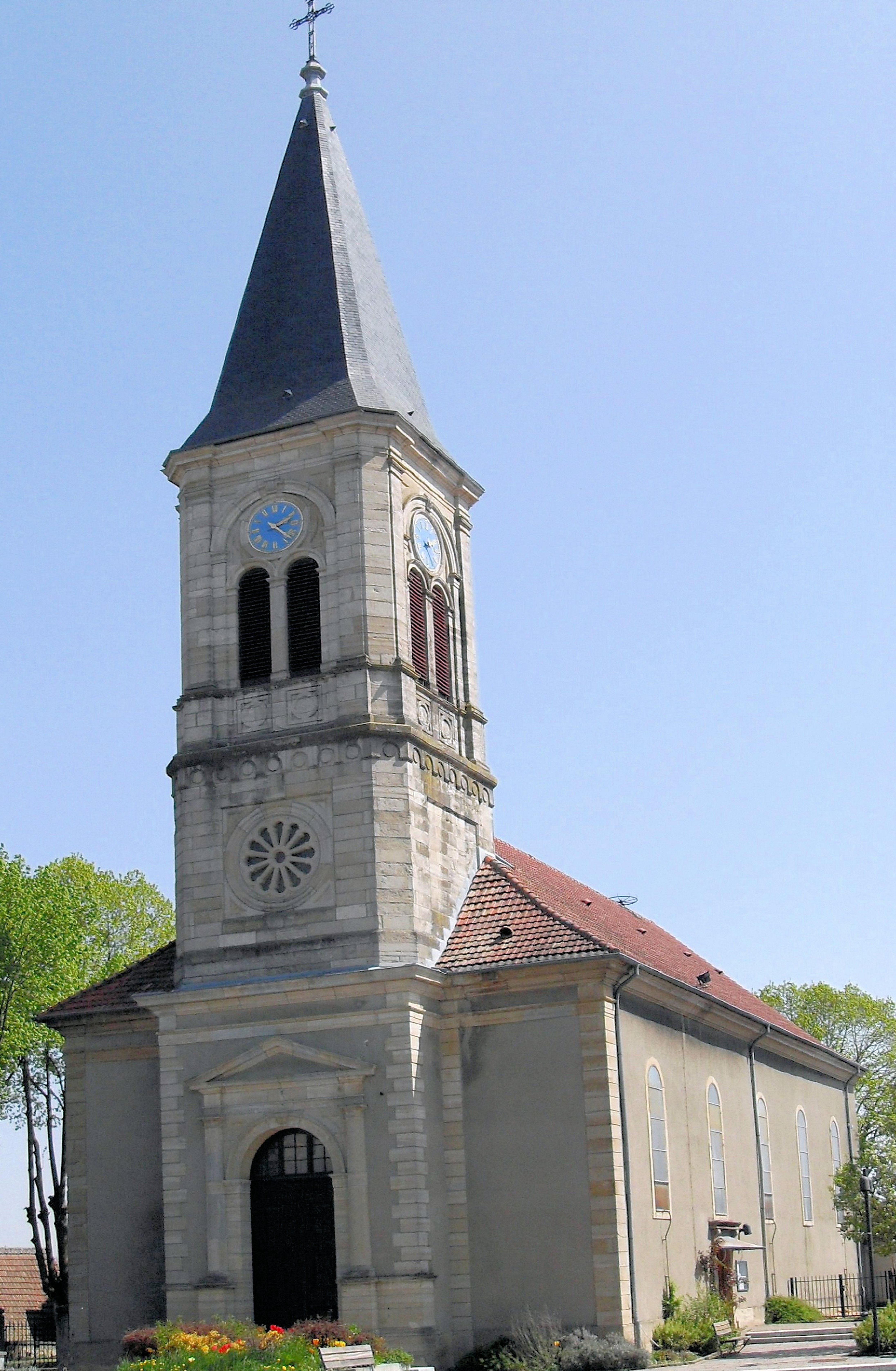
Церковь Святых Петра и Павла